# 蓝花卷鞘鸢尾
蓝花卷鞘鸢尾（学名：Iris potaninii var. ionantha）为鸢尾科鸢尾属下的一个变种。

## 扩展阅读
- 維基物種上的相關：蓝花卷鞘鸢尾